# Идиль
Идиль (тур. İdil) — город и район в провинции Ширнак (Турция).

## История
Люди жили в этих местах ещё с древнейших времён. В 120 году здесь уже существовал город Бет-Забдай. В 226 году его завоевал Ардашир Папакан — основатель государства Сасанидов. Когда после Первой мировой войны была образована Турецкая Республика, то город получил турецкое название Идиль.